# Джон Сміт (Мертва зона)
Джонні (Джон) Сміт (англ. John 'Johnny' Smith) — вигаданий персонаж, головний герой роману «Мертва зона» письменника Стівена Кінга, однойменного фільму та телесеріалу USA Network, де він зображується Крістофером Вокеном й Ентоні Майклом Голлом відповідно.

## У романі
У романі Кінга Джон Сміт — учитель англійської мови в Новій Англії. Його єдина найяскравіша згадка про своє минуле — це падіння на ковзанці в 1953-му, коли Джонні було шість років. Після побачення зі своєю подругою Сарою він потрапив в автоаварію, що відправила його у стан коми на чотири з половиною років, до 17 травня 1975-го. Коли Джон отямується, він та його лікарі швидко виявляють, що, здавалося би, незначні пошкодження відновили давно неактивну частину мозку, пов'язану із сенсорним відчуттям, наділивши Джонні Сміта надприродною можливістю бачити минуле й майбутнє — за допомогою дотику до людей чи об'єктів.
Хоча спочатку герой воліє використовувати набуті сили задля добрих справ, таких як попередити жінку, що її кухня скоро спалахне, зрештою Джонні починає приховувати свої здібності, заперечувати їхнє існування. Єдиним винятком стала історія допомоги шерифу у відстеженні серійного вбивці. Після викриття вбивці Джонні змушений влаштуватися приватним викладачем, адже у школі його особу вважають «занадто спірною» для педагогічної роботи.
Якось, під час політичного мітингу він потискує руку кандидату Грегу Стілсону й бачить апокаліптичне майбутнє, яке відбудеться, якщо Стілсон переможе на виборах. Спочатку відкидаючи вбивство Стілсона як засіб вирішення проблеми, згодом Джонні змушений вдатися саме до цього плану, особливо коли дізнався про пухлину у своєму мозку, що розвилася після аварії. Зрештою, не зумівши зібрати докази з метою скомпрометувати Стілсона, Джон намагається застрелити його на пресконференції. Хоча Грег і виживає, а Джонні — застрелений охороною, реакція Стілсона під час замаху — намагання використати дитину як щит — знищує його політичну кар'єру. Перед смертю Джонні Сміт бачить нове видіння і переконується, що майбутнє змінене.

## Кінематограф

### Телесеріал (2002—2006)
У телесеріалі «Мертва зона» USA Network Джон представлений глядачам у пілотному епізоді «Колесо фортуни (частина 1)» (прем'єра 16 червня 2002). Народився Джон Роберт Сміт у 1967 році, викладав біологію в середній школі Клайвс-Міллз до жахливої автоаварії 6 червня 1995 року, яка призвела до його шестирічної коми, з якої Джон прокинувся лише 1 вересня 2001 року. Відтоді він здобув здатність ясновидіння минулого та майбутнього, що викликається фізичним контактом. Він неодноразово використовував свої здібності задля допомоги шерифу Волтеру Баннерману, чоловіку, який одружився із нареченою Джонні, Сарою Енн Брекнелл, і згодом допоміг їй виховати сина Джей Джея.